# PLS
PLS es un formato de archivo informático que almacena listas de reproducción multimedia . Es un formato más expresivo que el básico M3U, ya que puede almacenar ( caché) la información sobre el título de la canción y la longitud (esto es compatible con M3U extendido solamente). Con la versión PLS 2, las listas también incluyen una declaración de versión PLS.
Los archivos PLS pueden ser interpretados por iTunes, Kodi, QuickTime Player, RealPlayer, Winamp, AIMP, XMPlay, VLC media player, Rhythmbox, y foobar2000. El codec K-Lite Codec Pack del Media Player Classic puede reproducir PLS,  pero además requiere el adecuado MIME o asociaciones de extensión de archivo.